# Rigny-Ussé
Rigny-Ussé – miejscowość i gmina we Francji, w Regionie Centralnym, w departamencie Indre i Loara.
Według danych na rok 1990 gminę zamieszkiwało 509 osób, a gęstość zaludnienia wynosiła 36 osób/km² (wśród 1842 gmin Regionu Centralnego Rigny-Ussé plasuje się na 677. miejscu pod względem liczby ludności, natomiast pod względem powierzchni na miejscu 928.).